# Мориц фон Дитрихщайн
Мориц Йохан Йозеф Непомук фон Дитрихщайн (на немски: Moritz Johann Joseph Nepomuk von Dietrichstein; * 19 февруари 1775, Виена, Хабсбургска монархия; † 29 август 1864, Виена, Австрийска империя) е австрийски благородник от род Дитрихщайн в Каринтия, от 1858 г. 10. имперски княз на Дитрихщайн, господар на Николсбург в Моравия, австрийски офицер и дворцов служител.

## Живот
Той е по-малък син на 6/7. княз Карл фон Дитрихщайн (1728 – 1808) и първата му съпруга графиня Мария Кристина Йозефа фон Тун и Хоенщайн (1738 – 1788), дъщеря на граф Йозеф фон Тун-Хоенщайн (1711 – 1788) и графиня Мария Кристина фон Хоенцолерн-Хехинген (1715 – 1749). По-големият му брат е 8. княз Франц Йозеф фон Дитрихщайн (1767 – 1854), който е баща на 9. княз Йозеф Франц фон Дитрихщайн (1798 – 1858). Баща му се жени втори път на 23 юли 1802 г. във Виена за Мария Анна фон Балдтауф (1757 – 1815).
Мориц започва през 1791 г. служба в австрийската войска. През 1815 г. става възпитател на херцог Наполеон II (до 1831) и по-късно ръководител на дворцовия театър и на императорската библиотека. През 1836 г. става рицар на австрийския Орден на Златното руно.
През 1845 г. Мориц е „оберсткемерер“ и се пенсионира през 1848 г. Той помага много на Бетховен. През 1834 г. той е почетен член на „Баварската академия на науките“.
След смъртта на племенника му 9. княз Йозеф Франц фон Дитрихщайн (1798 – 1858), Мориц става през 1858 г. 10. имперски княз на Дитрихщайн и собственик на господството Николсбург в Моравия.
Мориц фон Дитрихщайн умира без мъжки наследник на 51 години на 29 август 1864 г. във Виена и е погребан в Мария Хитцинг до Виена. С него имперски князе от рода му измират по мъжка линия.

## Фамилия
Първи брак: на 22 септември 1800 г. във Виена с графиня Мария Терезия фон Гилайз (* 16 януари 1779, Катау при Хорн, Северна Австрия; † 3 септември 1860, погребана в Микулов), дъщеря на граф Йохан Кристоф фон Гилайз и графиня Мария Анна Шпиндлер. Те имат пет деца:
- Мориц Йохан (* 4 юли 1801, Виена; † 15 октомври 1852, Виена), граф, австрийски дипломат в Неапол, Париж, Лондон, Касел, Брюксел, Карлсруе и Дармщад, 1844 – 1648 в Лондон, женен на 16 юни 1842 г. за полската контеса София Потока (* 1 декември 1820; † 11 септември 1882)
- Карл (1802 – 1803)
- Ида (* 24 август 1804; † 15 април 1822)
- Александер (* 10 юни 1806; † 6 септември 1806)
- Юлия Францика (Леополдина Кара) (* 12 август 1807, Виена; † 22 април 1883, Мюнхен), омъжена на 18 май 1831 г. във Виена за княз Карл Анселм фон Йотинген-Валерщайн (* 6 май 1796, Валерщайн; † 4 март 1871, Мюнхен), син на 1. княз Крафт Ернст фон Йотинген-Валерщайн (1748 – 1802) и херцогиня Вилхелмина Фридерика Елизабет фон Вюртемберг (1764 – 1817)

Втори брак: на 22 септември 1800 г. за Франциска фон Вецлар-Планкенщерн и има един син:
- Сигизмунд Талберг (* 7 ноември 1812, Женева; † 28 април 1871, Неапол), композитор, женен за жена, родена Лаблаше